# Јелисаветини љубавни јади због молера
Јелисаветини љубавни јади због молера је југословенски филм из 1972. године. Режирао га је Дејан Караклајић, а сценарио је писао Милан Јелић.

## Улоге
| Глумац             | Улога      |
| ------------------ | ---------- |
| Олга Ивановић      |            |
| Љубица Ковић       |            |
| Мики Манојловић    | Милован    |
| Мира Пеић          |            |
| Јелисавета Саблић  | Јелисавета |
| Милутин Мића Татић |            |